# كبيبة (شم)

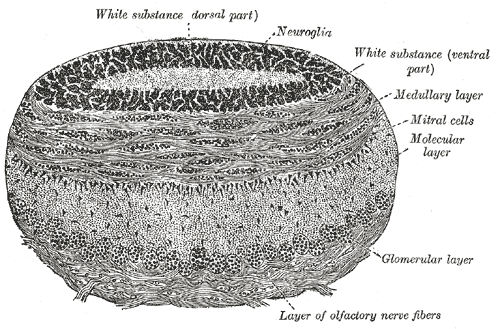

الكبيبة (بالإنجليزية: Glomerulus)‏ هي بنية كروية تقع في البصلة الشمية الموجودة في الدماغ حيث تتشكل نقاط تشابك عصبي بين نهايات العصب الشمي والزوائد الشجرية للخلايا المترالية والمعلقة. يحيط ككل كبيبة مجموعة غير متجانسة من العصبونات والخلايا الدبقية.
تقع جميع الكبيبات بالقرب من سطح البصلة الشمية. وتضمن البصلة الشمية أيضًا جزءًا من النواة الشمية الأمامية، التي تساهم خلاياها بألياف في السبيل الشمي. وتُعتبر الكبيبات هي المواقع الأولية للمعالجة المشبكية لمعلومات الرائحة القادمة من الأنف. تتكون الكبيبة من تشابك كروي لمحاور أعصاب المستقبلات الشمية، والزوائد الشجرية من الخلايا المترالية والمعلقة، وكذلك من الخلايا التي تحيط بالكبيبة. في الثدييات يتراوح قطر الكبيبات عادة بين 50-120 ميكرومتر، ويبلغ عددها بين 1100 و 2400 اعتمادا على النوع، ويقترب العدد من 1100-1200 في البشر. يتناقص عدد الكبيبات في الإنسان مع تقدم العمر؛ فالبشر الذين يزيد عمرهم عن 80 سنة تغيب الكبيبات تقريبًا. تتكون كل كبيبة من مكونين، منطقة العصب الشمي ومنطقة العصب غير الشمي. وتتكون منطقة العصب الشمي من نهايات وأطراف العصب الشمي، حيث تقوم خلايا المستقبلات الشمية بعمل نقاط الاشتباك العصبي على أهدافها. وتتكون منطقة العصب غير الشمي من الزوائد الشجرية للخلايا العصبية الذاتية.